# Kimotsuki Kanetsugu
 (novembre 2020).
Si vous disposez d'ouvrages ou d'articles de référence ou si vous connaissez des sites web de qualité traitant du thème abordé ici, merci de compléter l'article en donnant les références utiles à sa vérifiabilité et en les liant à la section « Notes et références ».
Kimotsuki Kanetsugu est un nom japonais traditionnel ; le nom de famille (ou le nom d'école), Kimotsuki, précède donc le prénom (ou le nom d'artiste).
Kimotsuki Kanetsugu (肝付 兼続) (1511-26 décembre 1566), fils de Kimotsuki Kaneoki, est le seizième chef du clan Kimotsuki. Kanetsugu est un chef habile et intelligent mais son domaine se trouve être situé à côté de celui du plus puissant clan du Kyūshū, le clan Shimazu et la famille Kimotsuki, qui pourraient détruire le clan Kimotsuki.
Il tue son oncle Kimotsuki Kaneshu pour devenir le chef du clan après la mort de son père, Kaneoki.
Kanetsugu comprend qu'il est nécessaire d'entretenir de bonnes relations avec le clan Shimazu voisin pour la survie même du clan et épouse la fille ainée de Shimazu Tadayoshi et pousse sa sœur à épouser Shimazu Takahisa. Par ailleurs, il s'active à unifier la province d'Ōsumi et s'empare du château de Takaoka en 1538 pour prendre possession de la majorité de la province. En 1533, il confie à son fils Kimotsuki Yoshikane la responsabilité du clan et se retire mais conserve toujours l'essentiel du pouvoir réel.
En 1561, les relations entre son clan et les Shimazu sont rompues et Kanetsugu s'allie avec le clan Itō de la province de Hyūga pour contrer Shimazu. La même année, il repousse les troupes Shimazu et tue Shimazu Tadamasa, le frère cadet de Takahisa. Sachant qu'il ne peut faire marche arrière, Kanetsugu essaye de divorcer de sa femme qui est du clan Shimazu mais elle refuse.
En 1562, Kanetsugu et ses troupes s'emparent du district de Shibushi pour détenir le plus grand domaine. En 1566, le clan Shimazu réunit son armée et envahit de nouveau ses terres puis s'empare du château de Kōyama ainsi que de l'essentiel des domaines de Kimotsuki. Désespéré, celui-ci se suicide près de la zone de Shibushi où il possède un petit château dans lequel il s'était retiré.